# Ayşe Melis Gürkaynak
Ayşe Melis Gürkaynak (Ankara, 20 d'abril de 1990) és una jugadora de voleibol turca. Actualment juga al VakıfBank SK d'Istanbul. Ha guanyat una medalla d'argent a la Lliga Europa de Voleibol Femenina de 2015, com a jugadora de la selecció nacional de Turquia.